# Ankhesenpepi II
Ankhesenpepi II eller Ankhesenmeryre II, cirka 2245 f.Kr, var en drottning (stor kunglig hustru) och troligen regent av Egypten under Egyptens sjätte dynasti. Hon var gift med farao Pepi I och farao Merenra I, och mor till farao Pepi II. Hon var troligen regent i Egypten för sin minderårige son Pepi II.